# كريستيان كوامي
كريستيان كوامي (بالفرنسية: Christian Kouamé)‏ (مواليد 6 ديسمبر 1997) هو لاعب كرة قدم إيفواري يلعب كمهاجم في نادي فيورنتينا.

## روابط خارجية
- كريستيان كوامي على موقع الاتحاد الأوربي (الإنجليزية)
- كريستيان كوامي على موقع قاعدة بيانات كرة القدم.إي يو (الإنجليزية)
- كريستيان كوامي على موقع ناشيونال فوتبول تيمز (الإنجليزية)
- كريستيان كوامي على موقع Soccerway.com (الإنجليزية)
- كريستيان كوامي على موقع عالم كرة القدم.نت (الإنجليزية)
- كريستيان كوامي على موقع أوليمبيديا (الإنجليزية)